# گریگور داراناغتسی
گریگور داراناغتسی (ارمنی: Գրիգոր Դարանաղցի؛ انگلیسی: Grigor Darnałtsi or KamaHesti زادهٔ ۱۵۷۶ - درگذشته ۱۶۴۳)، تاریخ‌نگار، کاتب اهل ارمنستان بود.

## زندگی‌نامه
وی در ۱۵۷۶ در کاماخ (Kemah ترکیه) به دنیا آمد و در صومعه‌های  Mount Sepuh در نزدیکی زادگاهش و دیگر مراکز مذهبی در ارمنستان تحصیل نمود.  وی در ۱۶۴۳ در سن ۶۷ سالگی درگذشت.